# Ernst Josephson

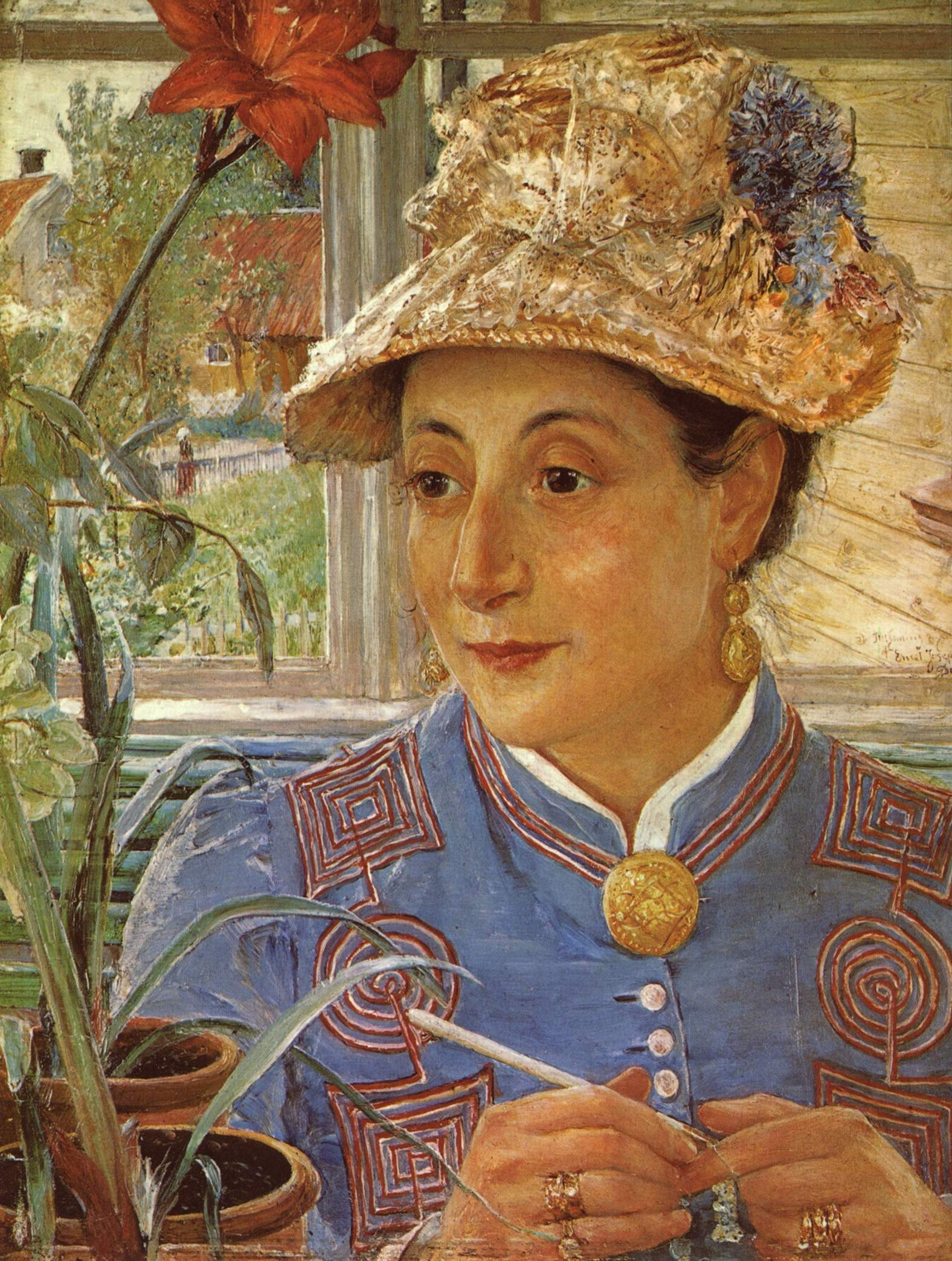
Portret Jeanette Rubenson, 1883

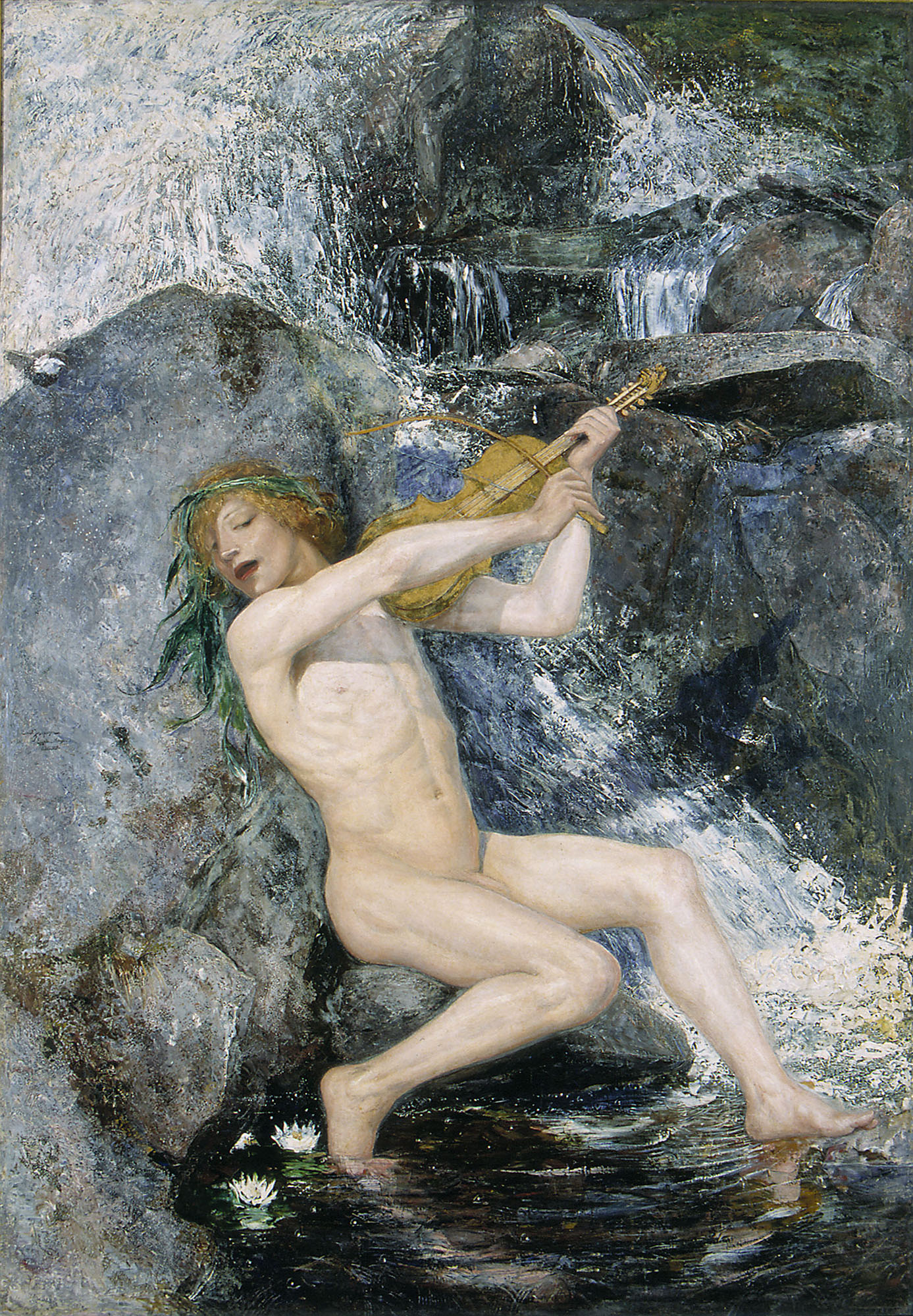
Näcken, (Duch wody), 1882

Ernst Abraham Josephson (ur. 16 kwietnia 1851 w Sztokholmie, zm. 22 listopada 1906 tamże) – szwedzki malarz, grafik i poeta.
Urodził się w bogatej żydowskiej rodzinie, studiował w Akademii Sztuk Pięknych w Sztokholmie. Wiele podróżował, odwiedził m.in. Francję, Holandię, Hiszpanię i Włochy, studiował i kopiował dzieła starych mistrzów m.in. Tycjana, Velasqueza i Rembrandta. W latach 1882–1888 przebywał we Francji, gdzie był założycielem Konstnärsförbundet, związku artystów szwedzkich sprzeciwiających się sztuce akademickiej lansowanej przez Akademię w Sztokholmie. Artysta malował początkowo obrazy o tematyce historycznej, portrety i sceny rodzajowe. Później chętnie nawiązywał do mitologii skandynawskiej. Jego twórczość z tego okresu cechuje jaskrawa kolorystyka i realistyczne ujęcie.
Zniechęcony konfliktami w środowisku artystycznym i niepowodzeniami w życiu osobistym zdecydował się nie wracać do Szwecji i wyjechał do Bretanii. Latem 1888 roku zachorował na chorobę umysłową, zajmował się seansami spirytystycznymi, cierpiał na urojenia i religijne halucynacje. Po przewiezieniu do Szwecji w szpitalu w Uppsali stwierdzono u niego schizofrenię. Malarz nigdy nie powrócił do zdrowia i do końca życia wymagał opieki osób trzecich. Przyczyną choroby była prawdopodobnie nieleczona kiła.
Pomimo poważnej choroby artysta nie zrezygnował z malowania, dużo rysował, często tworzył w transie, rzekomo w imieniu wielkich twórców z przeszłości. Pisał też wiersze, m.in. tomiki Svarta rosor (Czarne róże) 1888, Gula rosor (Żółte róże) 1896. W 1890 definitywnie zaprzestał artystycznej działalności.
Dziwaczna i pełna deformacji twórczość Josephsona z okresu choroby, miała później wpływ na nowoczesne malarstwo szwedzkie, szczególnie ekspresjonistyczne. Największe zbiory prac artysty posiadają placówki szwedzkie m.in. Nationalmuseum w Sztokholmie i Muzeum Sztuki w Göteborgu.